# 1985 год в истории изобразительного искусства СССР
1985 год был отмечен рядом событий, оставивших заметный след в истории советского изобразительного искусства.

## События
- 9 января в залах Ленинградского Союза художников открылась выставка произведений ленинградской художницы Наталии Виссарионовны Смирновой, приуроченная к 50-летию творческой деятельности и 70-летию со дня рождения[1].
- Выставка произведений ленинградских художников — ветеранов Великой Отечественной войны «40 лет Великой победы» открылась в мае в залах Ленинградского отделения Союза художников РСФСР[2].
- Ретроспективная выставка произведений живописи, скульптуры, графики, декоративно-прикладного и народного искусства «Ради жизни на Земле», посвящённая 40-летию Победы в Великой Отечественной войне 1941—1945 годов, открылась в мае в залах Государственного Русского музея[3].
- Выставка произведений Геворка Вартановича Котьянца открылась в Москве в выставочных залах Союза художников РСФСР.[4]
- Международная художественная выставка социалистических стран «40-летию Победы» открылась в Москве.[5]
- Всероссийская художественная выставка «Мир отстояли — мир сохраним» открылась в Москве в Центральном выставочном зале с участием Ирины Балдиной, Алексея Еремина, Энгельса Козлова, Марины Козловской, Бориса Лавренко, Юрия Непринцева, Дмитрия Обозненко, Владимира Саксона, Виталия Тюленева и других художников Российской Федерации.[6]
- Выставка произведений «Художники Ленинграда в борьбе за мир» открылась в Турку, Финляндия, с участием Валерия Ватенина, Вячеслава Загонека, Энгельса Козлова, Евсея Моисеенко, Сергея Осипова, Леонида Ткаченко, Виталия Тюленева, Бориса Шаманова и других мастеров изобразительного искусства Ленинграда.[7]
- Выставка «40 лет Победы советского народа в Великой Отечественной войне 1941—1945 годов. Дипломные работы выпускников института живописи, скульптуры и архитектуры имени И. Е. Репина и государственного художественного института имени В. И. Сурикова» открылась в Ленинграде в музее Академии художеств[8].
- В Москве на Калужской площади открыт бронзовый памятник В. И. Ленину, работы скульптора Л. Е. Кербеля и архитектора Г. В. Макаревича.
- Выставка произведений Виктора Михайловича Орешникова открылась в Музее Академии художеств в Ленинграде.[9]
- Выставка произведений Михаила Павловича Труфанова открылась в Музее Академии художеств в Ленинграде.[10]
- Выставка произведений Рахиной Валентины Ивановны открылась в залах Ленинградского отделения Союза художников РСФСР.[11]
- Выставка произведений Валерия Владимировича Ватенина (1933—1977) открылась в залах Ленинградского отделения Союза художников РСФСР.[12]
- Выставка произведений Виталия Ивановича Тюленева открылась в залах Ленинградского отделения Союза художников РСФСР.[13]
- Республиканская художественная выставка «Советская Россия» открылась в Москве.[5]
- Выставка произведений Самуила Григорьевича Невельштейна открылась в залах Ленинградского отделения Союза художников РСФСР.[14]
- XV-я выставка произведений молодых московских художников открылась в доме художника на Кузнецком мосту.[15]

## Скончались
- 21 февраля — Харченко Борис Дмитриевич, русский советский живописец и педпгог (род. в 1927).
- 4 марта — Глебова Татьяна Николаевна, русский живописец, график, иллюстратор книг (р. в 1900 г.)
- 28 марта — Шагал Марк Захарович, российский художник, с 1923 года живший во Франции (род. в 1887).
- 26 апреля — Кондратьев Павел Михайлович, русский советский живописец, график, иллюстратор (род. в 1902).
- 31 августа — Голубев Василий Васильевич, русский советский живописец (род. в 1925).
- 4 сентября — Епифанов Геннадий Дмитриевич, русский советский художник-график, Заслуженный деятель искусств Российской Федерации, член-корреспондент Академии художеств СССР (род. в 1900).
- 11 сентября — Фёдоров Вячеслав Андреевич, русский советский живописец, Заслуженный художник Российской Федерации (род. в 1918)
- 12 октября — Осипов Сергей Иванович, русский советский живописец и педагог (род. в 1915).

### Полная дата неизвестна
- Фокин Леонид Андреевич, российский советский живописец (род. в 1930).
- Тоидзе Ираклий Моисеевич, российский советский живописец и график, Заслуженный деятель искусств Российской Федерации, лауреат четырёх Сталинских премий, автор плаката «Родина-мать зовёт!» (род. в 1902).